# John Robert Vane
Sir John Robert Vane (Tardebigge, 1927. március 29. – Farnborough, 2004. november 19.) angol farmakológus. 1982-ben Sune Bergströmmel és Bengt Samuelssonnal megosztva megkapta az orvostudományi Nobel-díjat a prosztaglandinok kutatásában elért eredményeiért.  

## Pályája
A worcestershire-i Tardebigge faluban született 1927. március 29-én, Maurice és Frances Vane három gyermeke közül a legfiatalabbként. Apai nagyapja Oroszországból költözött Angliába. A család később Birmingham egyik külvárosába költözött, John itt nőtt fel és végezte el iskoláit. 12 évesen kémiakészletet kapott karácsonyra, de a konyhában való kísérletezéstől szülei eltiltották, miután egy kisebb robbantással telefröcskölte a frissen festett falat. Cserébe apja, aki szállítható épületek készítésével foglalkozott, egy kerti faházban rendezett be neki laboratóriumot. Miután 1944-ben befejezte a középiskolát a Birminghami Egyetemen kémiát kezdett tanulni, de lelkesedése hamar lelohadt, mert kísérletekre alig került sor. Így, amikor lehetősége nyílott rá, 1946-ban átment az Oxfordi Egyetemre, hogy farmakológiával foglalkozzon. Oxfordban Harold Burnhöz csatlakozott, aki farmakológiai iskolát teremtett és Vane érdeklődését is felkeltette tárgya iránt.
1948-ban megszerezte BSc oklevelét és néhány hónapig tudományos munkatárs volt a Sheffieldi Egyetemen, de hamarosan visszatért Oxfordba tanulmányai folytatására. 1953-ban megkapta doktori címét és családjával együtt Amerikába költözött, ahol a Yale Egyetem farmakológiai tanszékén kapott állást. Két évvel később, 1955-ben visszatért az Egyesült Királyságba és a Londoni Egyetem Orvosi Alapkutatások Intézetében kezdett dolgozni, ahol aztán 18 évig maradt. 1959-ben kinevezték a kísérletes farmakológia professzorává.

## Tudományos tevékenysége

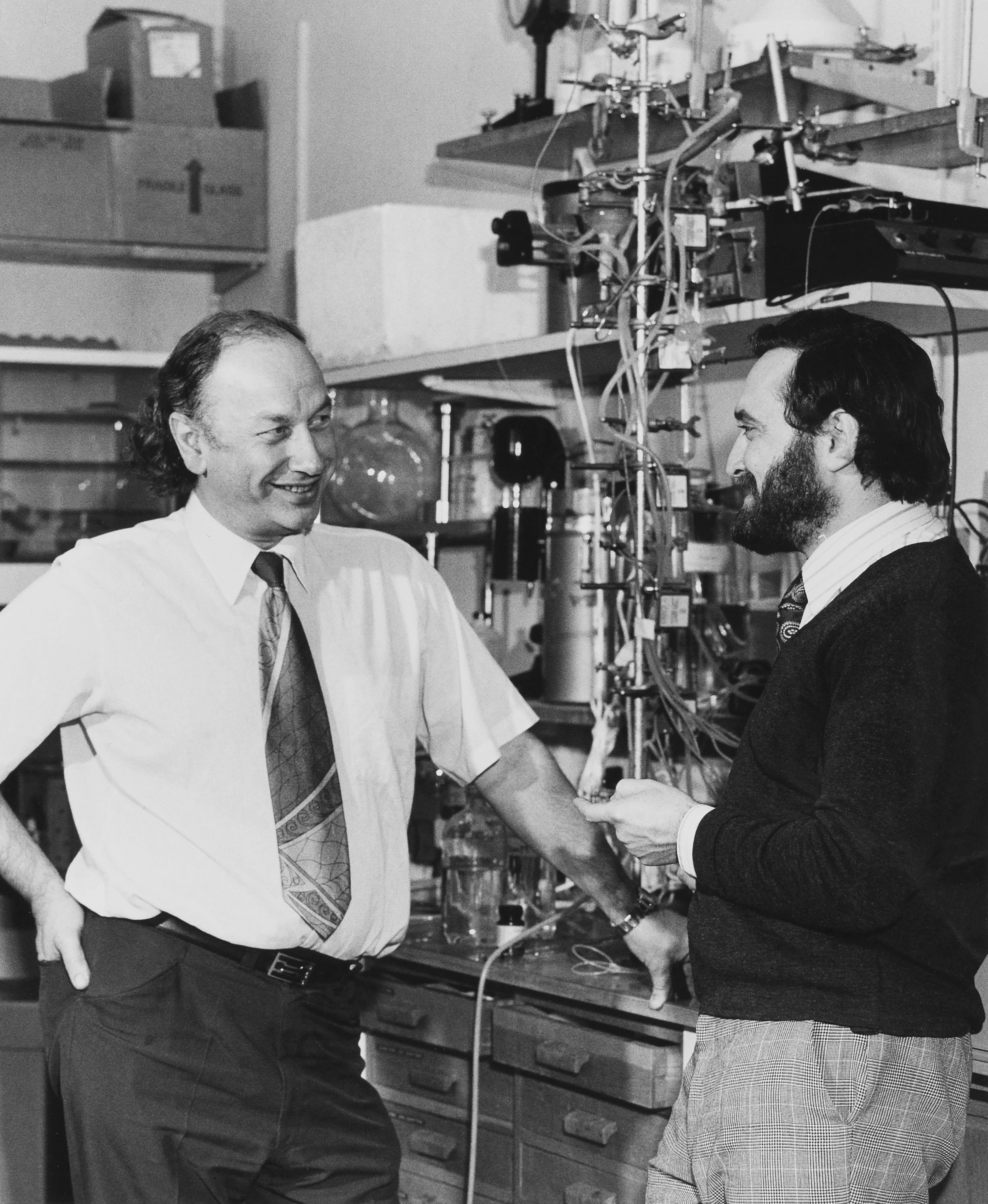
John Vane és Salvador Moncada a 60-as években

John Vane hormonokkal és hormonszerű anyagokkal foglalkozott. Kidolgozott egy módszert, amellyel a vérben vagy egyéb folyadékokban gyorsan és folyamatosan mérni lehetett ezek koncentrációját. A 60-as évek közepétől kezdte kutatni a prosztaglandinok biológiai hatásait és 1971-ben felfedezte, hogy az aszpirin azért csillapítja a fájdalmat és a gyulladásokat, mert a ciklooxigenáz enzim blokkolásával gátolja egyes prosztaglandinok képződését. Ennek révén tisztázódott az aszpirin vérrögképződést gátoló és infarktusmegelőző hatásának mechanizmusa is.
1973-ban elfogadta a Wellcome gyógyszergyártó cég kutatási és fejlesztési igazgatói állásajánlatát. Munkatársai közül néhányat szintén magával vitt, ők képezték az alapját az általa szervezett prosztaglandin kutatócsoportnak, amelynek segítségeével Vane és Salvador Moncada felfedezte a prosztaciklint.
1985-ben az iparból visszatért a tudományos életbe és a londoni St. Bartholomew's Hospital bázisán létrehozta a William Harvey Kutatóintézetet. Az intézetben elsősorban a ciklooxigenáz, nitrogén-monoxid és az endothelin érrendszerre gyakorolt hatását kutatta. 

## Elismerései
A prosztaglandinok kutatásában elért sikereiért 1982-ben a (svéd Sune Bergströmmel és Bengt Samuelssonnal megosztva) orvostudományi Nobel-díjban részesült. Ezenfelül 1977-ben megkapta az orvostudományi alapkutatásért járó Albert Lasker-díjat, 1980-ban a Ciba Geigy Drew-díjat, 1984-ben pedig az angol királynő lovaggá ütötte.

## Családja
1948-ban házasodott össze Elizabeth Daphne Page-dzsel. Két lányuk született, Nicola és Miranda.
2004. november 19-én halt meg a farnborough-i Princess Royal University Hospital-ban 77 évesen, miután csípőtörése után tüdőgyulladás lépett fel nála.